# Валтер П38
Валтер П38 је полуаутоматски пиштољ калибра 9mm, развијен у Немачкој пред почетак Другог светског рата. Валтер П38 је био стандардно службено оружје немачке војске и полиције, након што је у наоружању заменио знаменити Лугер, а користио се на свим фронтовима у Европи и северној Африци. Током рата је био цењен као трофејно оружје, те се нашао у наоружању бројних формација.
У наоружање Западне Немачке је поново уведен 1963 под именом P1 и користио се све до 2004 када је коначно замењен пиштољем Хеклер и Кох УСП.

## Развој и опис
Прва тестирања су обављена 1938, а серијска производња је започета средином 1940. Циљ развоја П38 је био да се пронађе економичнија замена за Лугер П08, који се показао као ефикасан, али превише скуп за масовну производњу. Иако је Валтер крајем 1940. званично усвојен као нови стандардни полуатоматски пиштољ у наоружање Вермахта, популарни Лугер П08 није у потпуности повучен из борбене употребе и производње све до завршетка Другог светског рата 1945. Капацитет пиштоља Валтер П38 је био 8 метака, као и код његовог претходника Лугера. После Другог светског рата је настављена производња овог модела под новом ознаком П1, који се користио у Западној Немачкој. Постепено је повлачен из употребе до 2004. године када га је заменио модел П8.
Уместо зглобастог затварача, Валтер П38 је имао окретни затварач и задржану цев, која је данас стандард у свим јачим калибрима модерних пиштоља. После пуцња, затварач заједно са цеви креће уназад до мале кочнице пред самим оквиром. Тада цев стаје док се затварач и даље креће уназад до избацивача чауре. При повратку према цеви, затварач у ходу гура метак у цев са којом се после малог кружног покрета жлебом спаја. Корице рукохвата су направљене од бакелита.
Поред свега, Валтер П38 је био први пиштољ са индикатором за метак у цеви те осигурачем који је дозвољавао отпуштање опруге ударне игле без опасности опаљења метка у цеви. Ово је омогућило да се пиштољ без опасности може носити са метком у цеви, те да је при потреби истовремено спреман за коришћење. Овакве новине тог доба су данашњи стандард за оружје у службеној употреби те су омогућиле дуготрајну употребу овог пиштоља.
Пиштољ Валтер П38 је касније послужио и као основа за развој популарног италијанског пиштоља Берета 92.

## Земље кориснице
- Нацистичка Немачка
- Западна Немачка
- Аустрија[3]
- ФНР Југославија
- НДХ[4]
- Мађарска
- Италија
- Француска
- Финска[5]
- Норвешка[6]
- Северни Вијетнам[7]
- Пакистан
- Јужноафричка Република[8]
- Португал
- Шведска
- СССР[9]
- Чад
- Чиле[10]